# Jan Ryszard Kłossowicz
Jan Ryszard Kłossowicz (ur. 22 czerwca 1924 w Warszawie, zm. 2 kwietnia 2002 we Wrocławiu) – polski artysta plastyk, malarz, grafik, twórca ekslibrisów, członek wrocławskiej grupy „Rys” i Wrocławskiego Towarzystwa Przyjaciół Sztuk Pięknych. Żona: Eleonora, artysta plastyk (zm. 2004).

## Życiorys
Maturę uzyskał w 1947 r. we Wrocławiu. Studia w Państwowej Wyższej Szkole Sztuk Plastycznych we Wrocławiu (1947-1950) pod kierunkiem prof. Eugeniusza Gepperta oraz Akademii Sztuk Pięknych w Warszawie (1950-1956) w pracowni serigrafii prof. Jana Golusa i prof. Władysława Daszewskiego. Pracował zawodowo jako grafik we wrocławskich instytucjach kultury: Bibliotece Uniwersyteckiej, Wojewódzkim Domu Kultury, Państwowym Studium Kulturalno-Oświatowym i Bibliotekarskim, Państwowym Ognisku Kultury Plastycznej.
Ekslibrisy wykonywał piórkiem i tuszem powielając je następnie technikami drukarskimi. Od 1998 r. odbitki znaków książkowych wykonywał metodą kserokopii.

## Udział w wystawach ekslibrisu
Brał udział w wielu konkursach i wystawach ekslibrisów w kraju i za granicą, min. we Wrocławiu, Malborku (1977, 1979), Rzeszowie (1977), Lublinie (1977), Jeleniej Górze, Katowicach i Warszawie oraz w Belgii, Niemczech, Szwajcarii, Danii, Włoszech.
- Wystawa Ekslibrisu Wrocławskiego, Wrocław 1979, 1980.
- Wystawa Ekslibrisu Współczesnego, Wrocław 1978
- Wystawa Graficzna Grupy „Rys”, Eberswald, Niemcy 1979
- Wystawa Ekslibrisów Grupy „Rys”, Bolesławiec 1979
- Wystawa Ekslibrisów Grupy „Rys”, Wrocław 1980
- Ekslibris Biblioteczny, Kalisz 1979
- Jan Ryszard Kłossowicz – ekslibrisy – Kraków 1998
- Ekslibrisy medyczne J.R. Kłossowicza, Wrocław 2001

## Ekslibrisy w zbiorach
- Biblioteka Uniwersytecka we Wrocławiu
- Biblioteka Uniwersytetu Łódzkiego
- Biblioteka im. Ossolińskich we Wrocławiu